# Moberly Lake Park
Moberly Lake Park är en park i Kanada.   Den ligger i provinsen British Columbia, i den centrala delen av landet, 3 400 km väster om huvudstaden Ottawa. Moberly Lake Park ligger 863 meter över havet. Den ligger vid sjön Moberly Lake.
Terrängen runt Moberly Lake Park är huvudsakligen kuperad, men åt nordost är den platt. Runt Moberly Lake Park är det glesbefolkat, med 15 invånare per kvadratkilometer.. Närmaste större samhälle är Chetwynd, 11,9 km söder om Moberly Lake Park.
I omgivningarna runt Moberly Lake Park växer i huvudsak blandskog.